# Konstal 114Na
Konstal 114Na — версія польського трамвая Konstal 112N із середньою низькопідлоговою секцією. 
Вагони 114Na були виготовлені в 1997 році компанією Alstom Konstal у Хожуві. 
Всього було виготовлено дві штуки, всі вони були доставлені до Гданська.

## Конструкція
«Konstal 114Na» структурно заснований на оригінальній версії «Konstal 112N». 
Це односторонній моторний вагон, що встановлений на чотирьох двовісних візках (кожна вісь ведуча). 
Кожна вісь приводиться в рух одним тяговим двигуном потужністю 41,5 кВт. 
Кузов трамвая складається з трьох секцій. 
Найзначнішою зміною у порівнянні з типом 112N є середня секція, яка є низькопідлоговою. 

Підлога вагона розташована 890 мм над колією, з’єднання з низькопідлоговою частиною (340 мм над колією) забезпечується трьома сходами. 
Кабіна водія закрита і відокремлена від салону. 
М'які сидіння для пасажирів розташовані 1+1. 
Трамвай 114Na обладнаний тиристорами  GTO. 
 
Струм знімається з повітряної контактної лінії за допомогою напівпантографа. 
Транспортні засоби адаптовані для звичайної ширини колії 1435 мм.

## Експлуатація
| Держава | Місто   | Мережа            | Тип   | Рік виготовлення | Кількість | №         |
| ------- | ------- | ----------------- | ----- | ---------------- | --------- | --------- |
| Польща  | Гданськ | Гданський трамвай | 114Na | 1997             | 2         | 1501-1502 |